# Ernő Goldfinger

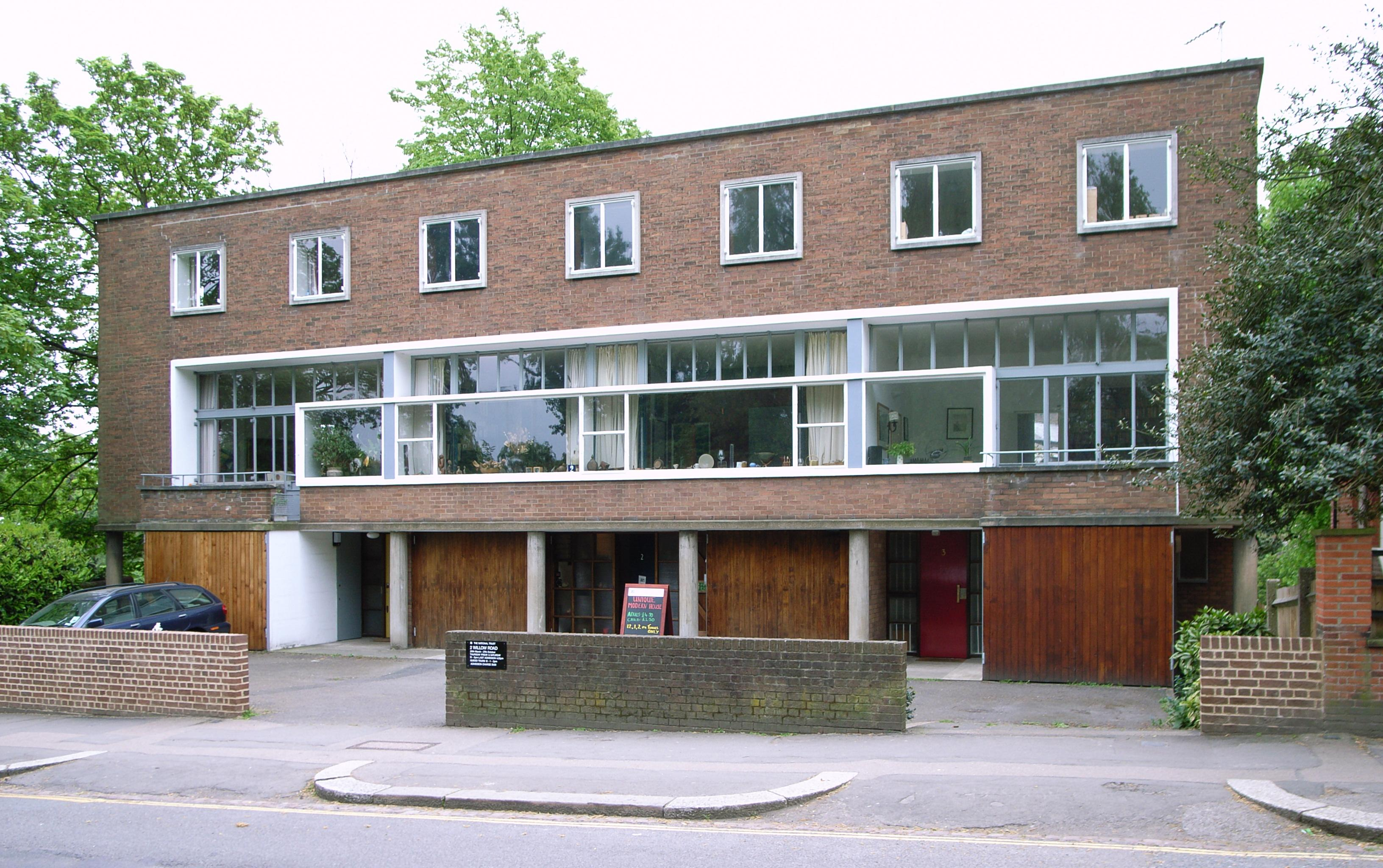
1-3 Willow Road, dom własny

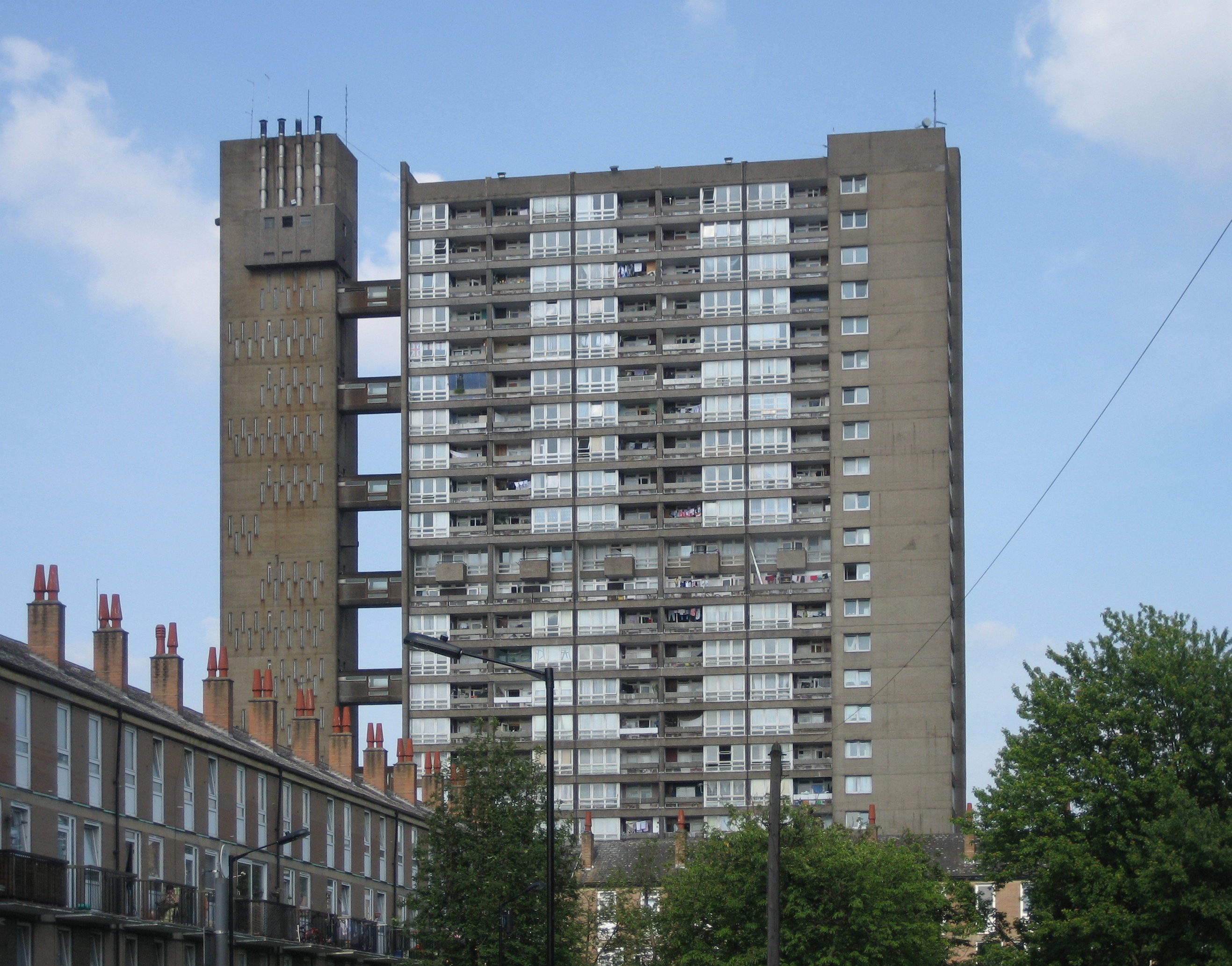
Balfron Tower

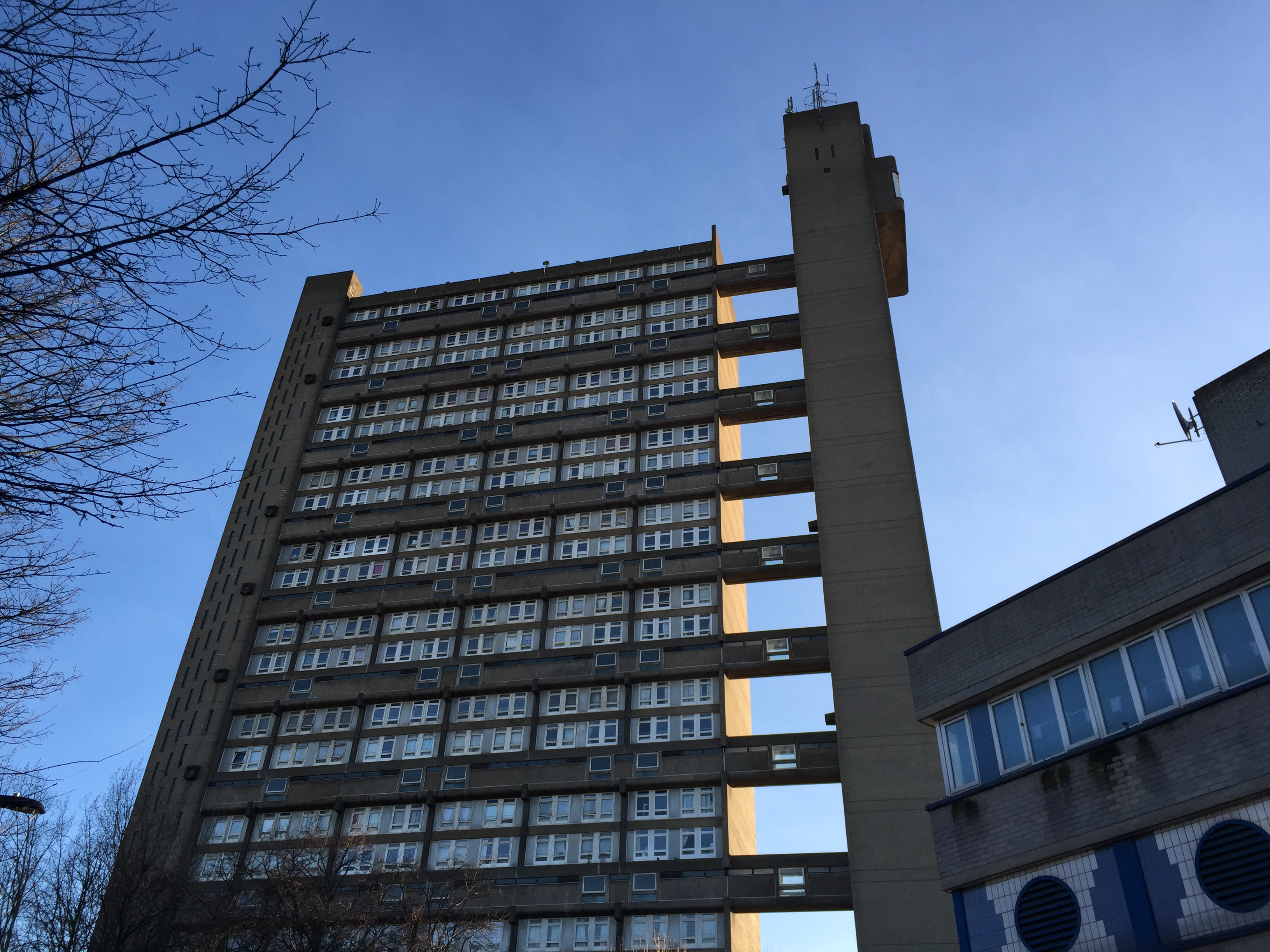
Trellick Tower

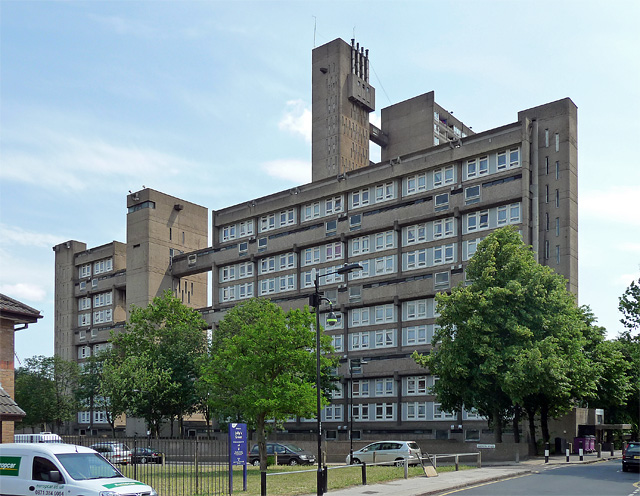
Carradale House, St Leonard's Road

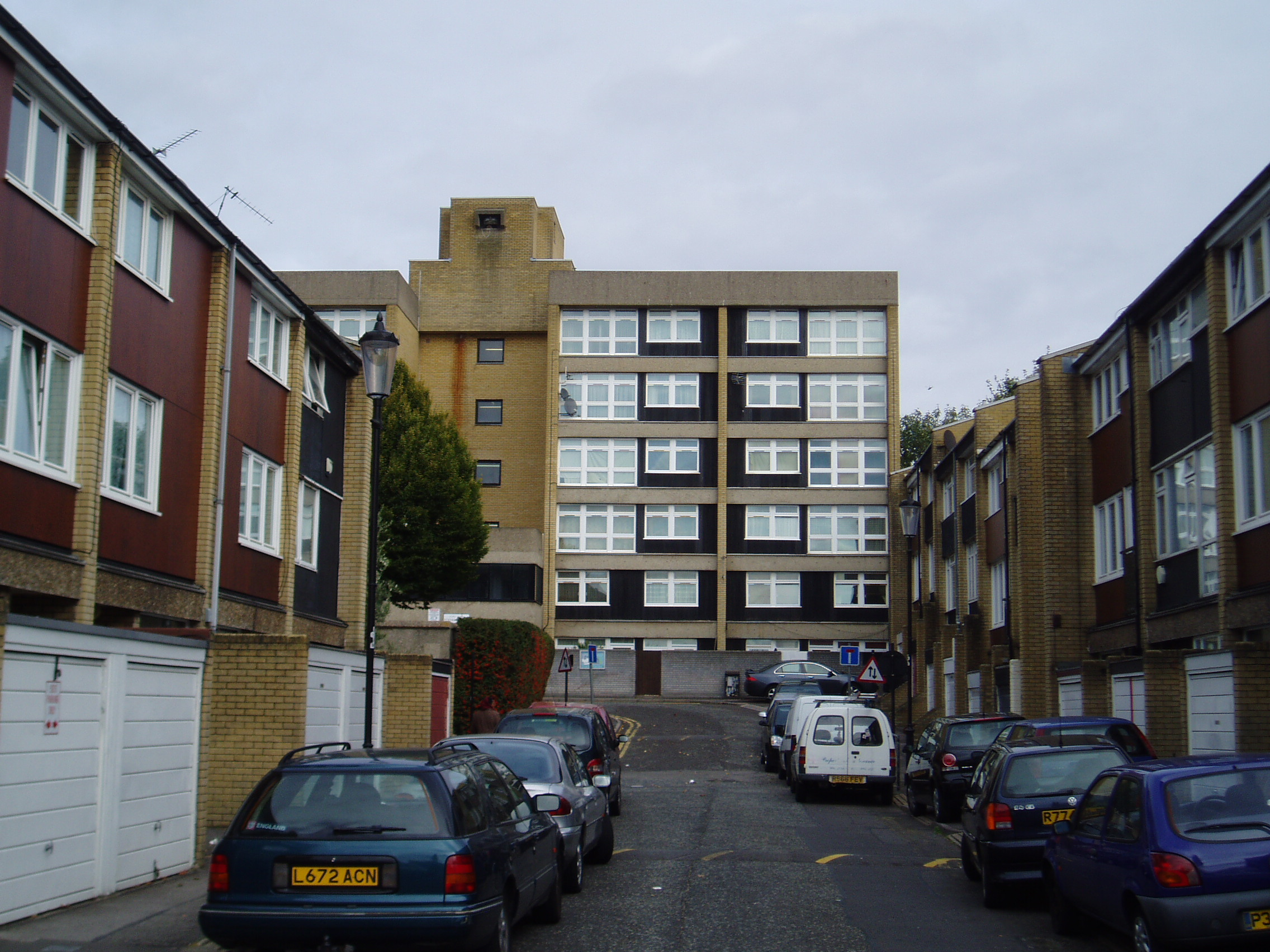
Cheltenham Estate

Ernő Goldfinger (ur. 11 września 1902 w Budapeszcie, zm. 15 listopada 1987 w Londynie) – węgierski architekt, projektant mebli i zabawek, działający głównie w Wielkiej Brytanii.

## Życiorys
Pochodził z rodziny zajmującej się produkcją drewna. Wczesne lata spędził w Reghinie (Transylwania). W wieku dziesięciu lat wrócił do Budapesztu w celu podjęcia nauki, którą kontynuował potem w Wiedniu. Po upadku Austro-Węgier cała rodzina przeniosła się do Wiednia. W 1920 udał się do Paryża, aby studiować w École des Beaux-Arts, gdzie poznał m.in. Mana Raya, Lee Millera oraz Maxa Ernsta. W okresie paryskim określił się jako komunista. Wraz z grupą znajomych skontaktował się z Le Corbusierem, co doprowadziło do tego, że grupa ta zafascynowała się prądami modernistycznymi i wybrała Auguste’a Perreta na swojego mentora. Perret otworzył własne studio i zaoferował studentom, w tym Goldfingerowi, współpracę. W książce English Heritage Preserving Post-War Heritage Perret przypisuje Goldfingerowi „mistrzostwo w posługiwaniu się betonem”. W 1924 zaczął współpracować z Andre Szivessym (Andre Sivem). Ich przedsiębiorstwo specjalizowało się w projektowaniu mebli i wnętrz. Działali wspólnie do 1929.
W 1931 poznał dziedziczkę Crosse & Blackwell, Ursulę Blackwell. Pobrali się dwa lata później i w Paryżu urodził im się syn Peter. W tym czasie zaczął korespondować z mieszkającymi w Londynie Paulem i Mary Abbatt, członkami grupy MARS projektującej zabawki, także dla dzieci z niepełnosprawnościami. W obliczu narastającego we Francji antysemityzmu uciekł w 1934 do Anglii (rodzina pojechała tam już wcześniej). Został zaproszony do grupy MARS, a później był „honorowym redaktorem” jej biuletynów. Projektował zabawki, logotypy, wystawy i katalogi, a także zmodernizował warsztat grupy zlokalizowany w Midford Place, niedaleko Tottenham Court Road w Londynie. W 1934 otrzymał wraz z Mary Medd zlecenie zaprojektowania eksperymentalnego pokoju dziecięcego w domu Abbattów na wystawę współczesnego wzornictwa przemysłowego. Tworzył też meble do własnego domu, w tym nowatorski stolik, który dostosowywał się do wzrostu dziecka wraz z jego wiekiem. Zaprojektował także domowy plac zabaw znany jako Abbatt Frame, który był produkowany do lat 60. XX wieku. W 1936 roku grupa zajęła siedzibę przy Wimpole Street 94. W 1937 zlecono mu stworzenie wystroju brytyjskiego pawilonu Międzynarodowej Wystawy Sztuki i Techniki de la Vie Moderne w Paryżu.
W 1936 stworzył pierwszy projekt architektoniczny: zagospodarowanie działki w centrum Hampstead (1-3 Willow Road), choć już wcześniej zaprojektował małe sklepy i wnętrza m.in. dla Heleny Rubinstein. Rozwój Willow Road sprawił, że Ernő wraz z żoną znaleźli się w polu zainteresowania twórcy postaci Jamesa Bonda, Iana Fleminga, który wraz z grupą mieszkańców stanowczo sprzeciwił się propozycji przebudowy działki w Hampsted, na której ostatecznie powstał dom mieszkalny dla rodziny Goldfingera. Ponad dwadzieścia lat później Fleming zdecydował się nazwać arcyzłoczyńcę w jednej ze swoich powieści Goldfingerem. Chociaż czarny charakter w niczym nie przypominał architekta, sprawa trafiła do sądu.
Podczas II wojny światowej zajął się zgłębianiem tematyki tanich mieszkań dla ofiar wojny, czy uchodźców. Nadal uważał się za komunistę i kiedy Sowieci zerwali sojusz z Hitlerem i przeszli na stronę aliantów, skupił się na pogłębianiu współpracy brytyjsko-sowieckiej, m.in. organizując wystawy propagandowe. W 1942 we własnym domu przy Willow Road urządził zbiórkę pieniędzy na fundusz „Pomoc dla Rosji” z ramienia National Trust. Gdy wojna się skończyła i rozpoczęła się odbudowa zniszczeń, otrzymał niewielką liczbę zleceń, na co wpływ mogły mieć jego lewicowe sympatie. W 1947 zaprojektował nową siedzibę Brytyjskiej Partii Komunistycznej oraz biura komunistycznej gazety Daily Worker Newspaper (potem Morning Star).
Pod koniec lat 50. i w połowie lat 60. XX wieku poważnie zmienił krajobraz Southwark, kiedy władze lokalne zleciły mu budowę nagrodzonej nagrodą RIBA Bronze siedziby Ministerstwa Zdrowia w Elephant and Castle, znanej jako Alexander Fleming House z czterema wieżami połączonymi kładkami (obiekt na liście zabytków Wielkiej Brytanii). Obecnie nosi nazwę Metro Central Heights i jest luksusowym apartamentowcem. W latach 1954–1956 zrealizowano jego blok mieszkalny zaprojektowany dla Towarzystwa Mieszkaniowego Regents Park przy 10 Regents Park Road, dziś również na liście zabytków II stopnia. Inne jego dzieła z tego okresu to m.in.: szkoła w Haggerston (1964–1965), czy Teesdale House (znany też jako Perry House) w Windlesham, który został zbudowany dla Jacka Perry’ego w latach 1967–1969. 
Do najważniejszych dzieł artysty należą zabytkowe, brutalistyczne Balfron Tower wraz z sąsiadami Carredale House i Brownfield Estate w Poplar we wschodnim Londynie (1965-1967) oraz Trellick Tower przy wiadukcie autostrady A40 w zachodnim Londynie (1968-1972), dwa kluczowe obiekty budownictwa społecznego tych lat w Londynie. Są one najpełniejszym przejawem wczesnych poglądów politycznych Goldfingera na temat tego, jak powinni żyć ludzie i jak powinno wyglądać budownictwo socjalne. Architekt tak zaangażował się w to, aby domy te służyły lokalnym społecznościom, że zamieszkał w Balfron Tower na kilka miesięcy, aby upewnić się, że wszelkie problemy siedliskowe zostały rozwiązane (czas pokazał, że nie udało się tego osiągnąć). Na stałe nadal mieszkał w willi w Hampsted, a narastające w wieżowcach socjalnych problemy społeczne sprawiły, że nie rozwijano dalej tego typu realizacji i zamówienia na podobne osiedla już nie napłynęły.
Obecnie jego dom przy Willow Road stanowi muzeum znajdujące się pod opieką National Trust i otwarte dla publiczności.